# Lonchura ferruginosa
Lonchura ferruginosa е вид птица от семейство Estrildidae.

## Разпространение
Видът е разпространен в Индонезия.